# Armadillidae
Armadillidae zijn een familie van pissebedden.

## Geslachten
De familie omvat de volgende geslachten:
- Acanthodillo Verhoeff, 1926
- Aethiopodillo Taiti, Paoli & Ferrara, 1998
- Akermania Collinge, 1919
- Anchicubaris Collinge, 1920
- Annobodillo Schmalfuss & Ferrara, 1983
- Anthrodillo Verhoeff, 1946
- Armadillo Latreille, 1802
- Aulacodillo Verhoeff, 1942
- Australiodillo Verhoeff, 1926
- Barnardillo Taiti, Paoli & Ferrara, 1998
- Barrowdillo Dalens, 1993
- Bethalus Budde-Lund, 1909
- Buddelundia Michaelsen, 1912
- Caledonillo Dalens, 1993
- Calmanesia Collinge, 1922
- Chelomadillo Taiti, Paoli & Ferrara, 1998
- Coronadillo Taiti, Paoli & Ferrara, 1998
- Cristarmadillo Arcangeli, 1950
- Ctenorillo Verhoeff, 1942
- Cubaris Brandt, 1833
- Cubaroides Vandel, 1973
- Cuckoldillo Lewis, 1998
- Diploexochus Brandt, 1833
- Dryadillo Taiti, Ferrara & Kwon, 1992
- Echinodillo Jackson, 1933
- Emydodillo Verhoeff, 1926
- Ethelumoris Richardson, 1907
- Feadillo Schmalfuss & Ferrara, 1983
- Filippinodillo Schmalfuss, 1987
- Formosillo Verhoeff, 1928
- Gabunillo Schmalfuss & Ferrara, 1983
- Glomerulus Budde-Lund, 1904
- Hawaiodillo Verhoeff, 1926
- Hybodillo Taiti, Paoli & Ferrara, 1998
- Kimberleydillo Dalens, 1993
- Laureola Barnard, 1960
- Lobodillo Taiti, Paoli & Ferrara, 1998
- Madrasdillo Arcangeli, 1957
- Malaccadillo Arcangeli, 1957
- Merulana Budde-Lund, 1913
- Merulanella Verhoeff, 1926
- Mesodillo Verhoeff, 1926
- Myrmecodillo Arcangeli, 1934
- Nataldillo Taiti, Paoli & Ferrara, 1998
- Neodillo Dalens, 1990
- Nesodillo Verhoeff, 1926
- Ochetodillo Verhoeff, 1926
- Orodillo Verhoeff, 1926
- Orthodillo Vandel, 1973
- Pachydillo Taiti, Paoli & Ferrara, 1998
- Palaeoarmadillo Poinar, 2018 †
- Papuadillo Vandel, 1973
- Parakermania Vandel, 1973
- Pararmadillo Arcangeli, 1934
- Parasphaerillo Arcangeli, 1934
- Paraxenodillo Schmalfuss & Ferrara, 1983
- Pericephalus Budde-Lund, 1909
- Polyacanthus Budde-Lund, 1909
- Pseudodiploexochus Lewis, 1998
- Pseudolaureola Kwon, Ferrara & Taiti, 1992
- Pseudolobodillo Schmalfuss & Ferrara, 1983
- Pseudosphaerillo Verhoeff, 1926
- Pyrgoniscus Kinahan, 1859
- Quatuordillo Taiti, 2014
- Reductoniscus Kesselyak, 1930
- Rhodesillo Ferrara & Taiti, 1978
- Riudillo Verhoeff, 1937
- Schismadillo Verhoeff, 1926
- Sinodillo Kwon & Taiti, 1993
- Sphaerillodillo Taiti, Paoli & Ferrara, 1998
- Sphenodillo Lewis, 1998
- Spherillo Dana, 1853
- Stigmops Lillemets & Wilson, 2002
- Sumatrillo Taiti, Paoli & Ferrara, 1998
- Synarmadillo Dollfus, 1892
- Togarmadillo Schmalfuss & Ferrara, 1983
- Tongadillo Dalens, 1988
- Tridentodillo Jackson, 1933
- Troglarmadillo Arcangeli, 1957
- Troglodillo Jackson, 1937
- Tuberillo Schultz, 1982
- Venezillo Verhoeff, 1928
- Xestodillo Verhoeff, 1926

### Synoniemen
- Aethiopodillo Verhoeff, 1942 => Aethiopodillo Taiti, Paoli & Ferrara, 1998
- Barnardillo Arcangeli, 1934 => Barnardillo Taiti, Paoli & Ferrara, 1998
- Chelomadillo Herold, 1931 => Chelomadillo Taiti, Paoli & Ferrara, 1998
- Coronadillo Vandel, 1977 => Coronadillo Taiti, Paoli & Ferrara, 1998
- Cosmeodillo Vandel, 1972 => Cubaris Brandt, 1833
- Coxopodias Richardson, 1910 => Synarmadillo Dollfus, 1892
- Dryadillo Herold, 1931 => Dryadillo Taiti, Ferrara & Kwon, 1992
- Hybodillo Herold, 1931 => Hybodillo Taiti, Paoli & Ferrara, 1998
- Kamerunillo Verhoeff, 1942 => Synarmadillo Dollfus, 1892
- Leucodillo Vandel, 1973 => Synarmadillo Dollfus, 1892
- Lobodillo Herold, 1931 => Lobodillo Taiti, Paoli & Ferrara, 1998
- Melanesillo Verhoeff, 1938 => Spherillo Dana, 1853
- Microdillo Verhoeff, 1933 => Venezillo Verhoeff, 1928
- Minca Pearse, 1915 => Synarmadillo Dollfus, 1892
- Pachydillo Arcangeli, 1934 => Pachydillo Taiti, Paoli & Ferrara, 1998
- Pentheus C. Koch, 1841 => Armadillo Latreille, 1802
- Praelaureola Vandel, 1974 => Laureola Barnard, 1960
- Pseudodiploexochus Arcangeli, 1934 => Pseudodiploexochus Lewis, 1998
- Revolutus Lewis, 1992 => Schismadillo Verhoeff, 1926
- Sphaerillo Verhoeff, 1926 => Spherillo Dana, 1853
- Sphaerillodillo Arcangeli, 1934 => Sphaerillodillo Taiti, Paoli & Ferrara, 1998
- Sphaerilloides Vandel, 1977 => Spherillo Dana, 1853
- Sumatrillo Herold, 1931 => Sumatrillo Taiti, Paoli & Ferrara, 1998
- Triadillo Vandel, 1973 => Nesodillo Verhoeff, 1926
- Tuberdillo Schmalfuss & Ferrara, 1983 => Ctenorillo Verhoeff, 1942
- Vandelillo Arcangeli, 1957 => Ctenorillo Verhoeff, 1942

## In Nederland waargenomen soorten
- Genus: Armadillo
  - Armadillo officinalis - (Gewone kasoproller)
- Genus: Reductoniscus
  - Reductoniscus costulatus - (Ribbeloprollertje)
- Genus: Synarmadillo
  - Synarmadillo pallidus
- Genus: Venezillo
  - Venezillo parvus